# Economía de Sri Lanka
La economía de Sri Lanka está basada en la exportación de productos primarios, como grafito, productos textiles, té, coco y caucho. La posición geográfica de la isla hace que su capital, Colombo, sea uno de los puertos más importantes del Océano Índico.En los servicios, los puertos y aeropuertos están contribuyendo al nuevo estatus del país como centro de transporte y aviación. El puerto de Colombo es el centro de transbordo más grande del sur de Asia. Hay un sector de software y tecnología de la información en crecimiento, que es competitivo.
Sin embargo, en 1983 se inició una guerra civil entre las etnias cingalesa y la minoría tamil, que se prolongó hasta 2009 causando grandes daños a la economía del país. Pero a pesar de la guerra, el producto interior bruto del país creció casi 5 % al año en los últimos 10 años. Los gastos del gobierno en desarrollo y en el combate a los Tigres de Liberación del Eelam Tamil hicieron con que el PIB creciera casi 7 % al año entre 2006 y 2008.
Desde el comienzo de los años 90, Sri Lanka es el mayor exportador mundial de Té Ceilán, desde 2019 debido a la Crisis económica en Sri Lanka, esta atravesando una crisis de liquidez que causa escasez de bienes de consumo 